# Первичный идеал (алгебра)
В теории колец, одном из основных разделов общей алгебры,  первичный идеал является обобщением понятия простого числа в кольце целых чисел на произвольные (некоммутативные) кольца. Понятие простого идеала является частным случаем этого понятия.

## Определение
Первичным идеалом полугруппы или кольца {\displaystyle A} называется всякий идеал {\displaystyle P} (не совпадающий с A), такой, что если два элемента {\displaystyle a,b\in A} таковы, что {\displaystyle \forall r\in A\ arb\in P}, то либо {\displaystyle a\in P}, либо {\displaystyle b\in P}.

## Свойства
Следующие условия эквивалентны первичности идеала P ≠ R кольца R:
- Для любых a, b ∈ R, если (a)(b) ⊆ P, то a ∈ P или b ∈ P.
- Для любых правых идеалов A, B кольца R, если AB ⊆ P, то A ⊆ P или B ⊆ P.
- Для любых левых идеалов A, B кольца R, если AB ⊆ P, то A ⊆ P или B ⊆ P.
- Для любых a, b ∈ R, если aRb ⊆ P, то a ∈ P или b ∈ P.

Понятие первичного идеала кольца является обобщением понятия простого идеала кольца. В случае коммутативных колец оба понятия совпадают.